# 宗顺留
宗顺留（1941年3月—2024年6月3日），江苏宜兴人，1963年7月加入中國共產黨，中国人民解放军将领、中国人民解放军中将。
1993年，授予中国人民解放军中将，曾任总后勤部副部长、沈阳军区副司令员。
2024年6月3日，在北京逝世，享年83岁。